# Ramon Turró
Pour les articles homonymes, voir Turro.
Ramon Turró, né le 8 décembre 1854 à Malgrat de Mar et mort le 1er juin 1926 à Barcelone, est un biologiste et philosophe espagnol. Il a écrit Les Origines de la connaissance (1912). Il est membre de l'Institut d'études catalanes, membre fondateur de la Section des sciences.

## Publications
- Els Orígens del coneixement: la fam (1912)
- La criteriologia de Jaume Balmes (1919)
- Filosofia crítica (1919)
- Diàlegs sobre coses d'art i de ciència (1958)
- Els orígens de la representació de l'espai tàctil (1913)
- La méthode objective (1916)
- La base tròfica de la intel·ligència (1917)
- La disciplina mental (1924)
- Tres diàlegs sobre la filosofia de l'estètica i la ciència (1947)